# Ramon Brunells
Ramon Brunells (Sant Joan de les Abadesses, Ripollès, 19 de maig de 1782 - Sant Joan de les Abadesses, Ripollès, 13 de novembre de 1854) fou mestre de capella i organista.
L’any 1807,  obtingué el magisteri de la col·legiata de Sant Joan de les Abadesses, malgrat que el primer lloc en les oposicions havia estat ocupat per Honorat Alberich i Coromines.
Segons Pau Parassols i Pi, al final de la seva vida, Brunells hauria destruït les seves composicions, que, pel que sembla, eren d’elevada qualitat. Malgrat ser poc conegudes, aquestes obres van ser reconegudes per alguns contemporanis, com el mestre Juncà i el mestre Andreu de Barcelona.
Es conserven, però, obres seves al fons musical de la catedral de Girona (GirC).